# Gelterkinden
Gelterkinden is een gemeente en plaats in het Zwitserse kanton Basel-Landschaft, en maakt deel uit van het district Sissach.
Gelterkinden telt 5.754 inwoners.

## Geboren
- Beat Sutter (1962), Zwitsers voetballer